# Золотой глобус (Италия)
«Золото́й гло́бус» (итал. Globo d'oro) — итальянская кинопремия, ежегодно присуждаемая аккредитованными журналистами иностранных СМИ в Италии.

## История
Итальянская кинопремия «Золотой глобус» была учреждена в 1959 году Ассоциацией иностранной прессы в Италии, по инициативе критиков Джона Фрэнсиса Лейна, Мелтона Дэвиса и Клауса Рюле. Журналисты хотели отдать дань уважения итальянскому кинематографу, находившемуся на вершине мировой культуры того времени, учредив специальную награду в след за «Золотым глобусом» американского кино.
Первая церемония награждения состоялась в 1960 году, приз получил фильм Пьетро Джерми «Проклятая путаница». 
С годами категории наград были расширены за счёт включения премий профессионалам кинематографической отрасли, документальных фильмов, сериалов и короткометражных фильмов.
В церемонии 1981—1982 годов участвовал президент Итальянской Республики Сандро Пертини.
В 1995 году была учреждена премия за выдающиеся достижения в карьере, а в 2001 году — награда за лучший европейский фильм.
Считается одной из самых важных итальянских кинопремий, наряду с премиями «Давид ди Донателло» и «Серебряной лентой».
Премии «Золотой глобус» были удостоены многие представители итальянского кино, в том числе Тото̀, Джан Мария Волонте, Витторио Гассман, Марчелло Мастроянни, Роберто Бениньи, Джульетта Мазина, Моника Витти, Софи Лорен, Клаудия Кардинале, Стефания Сандрелли, Федерико Феллини, Паоло и Витторио Тавиани, Эрманно Ольми, Марио Моничелли, Франко Дзеффирелли, Франческо Рози, Джулиано Монтальдо, Карло Лиццани, Этторе Скола, Бернардо Бертолуччи, Марко Беллоккьо, Дарио Ардженто, Габриэле Сальваторес, Джанни Амелио, Лина Вертмюллер, Лилиана Кавани, Сузо Чекки Д’Амико, Эннио Морриконе, Армандо Тровайоли, Никола Пьовани, Тонино Делли Колли, Джузеппе Ротунно и Пьеро Този.

## Номинации премии «Золотой глобус»
- Лучший фильм
- Лучший дебют
- Лучший режиссёр
- Лучшая мужская роль
- Лучшая женская роль
- Лучший актёр-дебютант
- Лучшая актриса-дебютантка
- Лучший сценарий
- Лучшая операторская работа
- Лучшая музыка к фильму
- Лучшая кинокомедия
- Лучший документальный фильм
- Лучший короткометражный фильм
- Лучший телевизионный сериал (с 2018 года)[3]
- За достижения в карьере
- Гран-при иностранной прессы